# 制限税率
日本の地方税における制限税率（せいげんぜいりつ）とは、地方公共団体が課税することのできる税率の上限を意味する。標準税率を超えて課税する場合の上限となる。

## 対象となる税目
- 道府県税
  - 法人道府県民税（法人税割）
  - 法人事業税
  - 個人事業税
  - ゴルフ場利用税
  - 自動車税
- 市町村税
  - 法人市町村民税（均等割）
  - 法人市町村民税（法人税割）
  - 軽自動車税
  - 鉱産税
  - 都市計画税